# Jan van Hemert
Johannes Hermanus (Jan) van Hemert (Haarlem, 16 februari 1933 – Amsterdam, 16 juni 2022) was een Nederlands decorontwerper, die zijn eigen ontwerpen naar het doek bracht.
Van Hemerts talent werd al vroeg ontdekt; op de lagere school zat hij tijdens les liever te tekenen dan de les te volgen. Hij werd op veertienjarige leeftijd door zijn oudere broer Wim van Hemert meegenomen naar Theater Carré. Heintje Davids had een decor nodig en Tom Manders (de latere Dorus) was niet in de gelegenheid dat te maken. Van Hemert raakte direct onder de indruk van het theater en wist wat hij moest worden. Van zijn moeder drong er echter op aan dat hij eerste zijn opleiding moest afmaken; de kunstnijverheidsschool voor grafisch ontwerp. Hij kwam samen met broer Wim bij het bedrijf W.J. van Doesburg, leverancier van decorstukken voor allerlei gezelschappen. Er volgde een hele rij artiesten en instellingen die opdrachten gaven mede omdat hij zijn werk altijd voorzag van naam en telefoonnummer. Zo maakten Snip & Snap, Jos Brink, André van Duin, Lurelei, Tekstpierement, Hoofdstad Operette, Het Nationale Ballet als ook Roedolf Noerejev, en het Nationaal Jeugd Musical Theater gebruik van zijn diensten. Zijn werkzaamheden lekten ook door naar televisieseries als De Kleine Waarheid.
Een deel van zijn oeuvre werd uitverkozen tot de Theatercollectie Bijzondere Collecties van de Universiteit van Amsterdam.
Van Hemert werd 89 jaar oud.